# Tobias Foss
Tobias Svendsen Foss (Vingrom, Noruega, 25 de maio de 1997) é um ciclista profissional norueguês membro da equipa Team Jumbo-Visma.

## Palmarés
- 2019
- Tour de l'Avenir[1]

- 2020
  - 2.º no Campeonato da Noruega Contrarrelógio

## Resultados em Grandes Voltas
| Corrida | Corrida         | 2017 | 2018 | 2019 | 2020 |
| ------- | --------------- | ---- | ---- | ---- | ---- |
|         | Giro d'Italia   | —    | —    | —    | Ab.  |
|         | Tour de France  | —    | —    | —    | —    |
|         | Volta a Espanha | —    | —    | —    | —    |

—: não participa
Ab.: abandono

## Equipas
- Team Joker Byggtorget (stagiaire) (08.2016-12.2016)
- Joker Icopal (2017)
- Uno-X Norwegian Development Team (2018-2019)
- Team Jumbo-Visma[2] (2020-)